# Hidrogenază
Hidrogenaza este o enzimă care catalizează reacția de  oxidare a hidrogenului molecular (H2), după cum se poate observa mai jos:
(1)  H2 + Aox → 2H+ + Ared
(2)  2H+ + Dred → H2 + Dox
Asimilarea hidrogenului (1) este asociată cu reducerea acceptorilor de electroni cum ar fi oxigenul, azotatul, sulfatul,  dioxidul de carbon. 
În sens invers, reducerea protonilor (2) este asociată cu oxidarea electronilor donatori cum ar fi  feredoxinele și servește la eliminarea electronilor în exces din celule (cum ar fi în fermentarea piruvatului, CH3COCOO− ). Atât compușii cu masă moleculară mică, cât și proteinele precum  feredoxinele, citocromii c3 și citocromii c6 pot juca rolurile de donatori și acceptori de electroni pentru hidrogenaze.
Hidrogenazele se găsesc într-o mare varietate de  bacterii arhaice și bacterii generatoare de metan, reducătoare de sulfat, bacterii fotosintetice, bacterii fermentative și bacterii care fixează azotul. Hidrogenazele permit unor bacterii să folosească hidrogenul gazos ca sursă de energie. 
Există dovezi că primele celule eucariote au rezultat dintr-o relație simbiotică între arhebacterii anaerobe eubacterii. Arhebacteriile anaerobe utilizează hidrogenul generat ca deșeu în metabolismul respirator al eubacteriilor. 